# Молекулярна фізика
Молекуля́рна фі́зика — розділ фізики, який вивчає речовину на рівні молекул. Речовину на рівні атомів вивчає атомна фізика. Поділяється на фізику газів, фізику рідин, кристалофізику, фізику полімерів. Молекулярна фізика тісно пов'язана з фізичною хімією, фізикою твердого тіла, металофізикою, біофізикою, акустикою і т.д. 
Молекулярна фізика – наука про молекулярну будову, властивості, тепловий рух речовин у різних аґреґатних станах і їх взаємні переходи. 

## Передумови виникнення
Основи сучасних уявлень про будову речовини були закладені в ті далекі часи, коли людина лише робила спробу зрозуміти суть речей, що оточували її. 
Такі невіддільні від матерії поняття, як рух, дискретність були вже предметом дискусій старогрецьких натурфілософів. Поняття «атом» (неподільний) запровадив Демокрит (V ст. до н. е.). Нині уявлення про перервну, молекулярну будову речовини стало стрункою теорією, перевіреною безліччю експериментів.
Численні факти дали підстави дійти таких висновків:
- будь-яка речовина складається з найменших частинок — молекул або атомів, які перебувають у постійному безладному (хаотичному) русі;

- між молекулами діють сили притягання і відштовхування. Хаотичний рух молекул (атомів) називають тепловим рухом.

Властивості тіл визначаються насамперед їхньою внутрішньою будовою, властивостями частинок, з яких вони складаються, силами, які діють між частинками та ін. Тому питання про будову речовини є одним з основних у фізиці та інших науках про природу.

## Методи опису молекулярної фізики
Є два методи описування і дослідження процесів, які відбуваються в макроскопічних тілах: статистичний і термодинамічний.

### Статистичний метод
Статистичний метод вивчення фізичних явищ ґрунтується на моделюванні внутрішньої структури речовини. Середовище розглядають як деяку фізичну систему, що складається з великого числа молекул (атомів) із заданими властивостями. Визначення макроскопічних характеристик і закономірностей за заданими мікроскопічними властивостями середовища є основним завданням цього методу.
Так, для сукупності молекул, що рухаються хаотично, можна знайти певні значення швидкості, енергії, імпульсу, які властиві більшості молекул. Такі значення величин називають найбільш імовірними. Можна визначити середні значення швидкості молекул, їхні енергії, вільного пробігу молекул та ін., які є характеристиками руху сукупності молекул. За цими характеристиками можна визначити такі параметри макроскопічної системи, як тиск, абсолютна температура тощо.
Статистичний метод дає змогу в уявному хаосі випадкових явищ встановлювати закономірності, які справджуються для цілого ансамблю явищ, а не для кожного елемента окремо, як у динамічній закономірності. Встановлені так взаємозв'язки називають статистичними закономірностями.
Ці закономірності втрачають зміст із переходом до систем із малим числом частинок.

### Термодинамічний метод
Метод описування процесу, який не враховує мікроскопічну структуру речовини, а розглядає її як суцільне середовище, називають термодинамічним.
Феноменологічний метод дає змогу встановити загальні співвідношення між параметрами, що характеризують явища загалом. Феноменологічні закони мають дуже загальний характер, а роль конкретного середовища враховують застосуванням коефіцієнтів, які визначають безпосередньо з досліду. За допомогою цього методу, зокрема, було встановлено закони ідеальних і реальних газів.
Феноменологічний метод дослідження застосовують у термодинаміці — фізики, який для різних явищ природи, пов'язаних із тепловими ефектами, вивчає умови перетворення енергії з одного виду на інший і кількісно характеризує ці перетворення. В основу термодинаміки покладено три фундаментальні закони, встановлені на основі узагальнення великого числа спостережень і дослідів над досить великими (макроскопічними) тілами.
Особливо ефективним виявилося застосування феноменологічного методу в теплотехніці, газодинаміці, ракетній техніці тощо.
Розглядаючи властивості тіл та їхні зміни з двох різних позицій — мікроскопічної і макроскопічної, молекулярна фізика і термодинаміка доповнюють одна одну.

### Українською
1. Булавін Л. А., Гаврюшенко Д. А., Сисоєв В. М. Молекулярна фізика. — К. : Знання, 2006. — 567 с. — ISBN 966-346-223-Х. (укр.)
2. Курс фізики : Навч. посіб. для студ. хім. і біол. спец. ун-тів. Ч. 2. Молекулярна фізика / Р. М. Кушнір; Львів. нац. ун-т ім. І.Франка. - Л., 2000. - 148 c. - Бібліогр.: 8 назв.
3. Молекулярна фізика : підручник / П. М. Якібчук, М. М. Клим. – Видання 2-ге, доповнене – Львів : ЛНУ імені Івана Франка, 2015. – 584 с. – ISBN 978-966-613-975-0
4. Основи молекулярної фізики та термодинаміки : навч. посіб. / В. М. Ігнатенко ; М-во освіти і науки, молоді та спорту України, Сум. держ. ун-т. – Суми : Сум. держ. ун-т, 2011. – 249 с. : іл. – Бібліогр.: с. 246 (10 назв). – ISBN 978-966-657-407-0

### Іншими мовами
1. Bransden, BH; Joachain, CJ (2002). Physics of Atoms and Molecules (вид. 2nd). Prentice Hall. ISBN 0-582-35692-X. (англ.)
2. Квасников И. А. Молекулярная физика. — М. : URSS, 2011. — 232 с. (рос.)
3. Сивухин Д. В. Термодинамика и молекулярная физика // Общий курс физики. — М. : Физматлит, 2002. — Т. 2. — 576 с. (рос.)